# Schistopeltis peculiaris
Schistopeltis peculiaris är en kackerlacksart som beskrevs av Rehn, J. A. G. 1916. Schistopeltis peculiaris ingår i släktet Schistopeltis och familjen jättekackerlackor. Inga underarter finns listade i Catalogue of Life.